# تون پراک

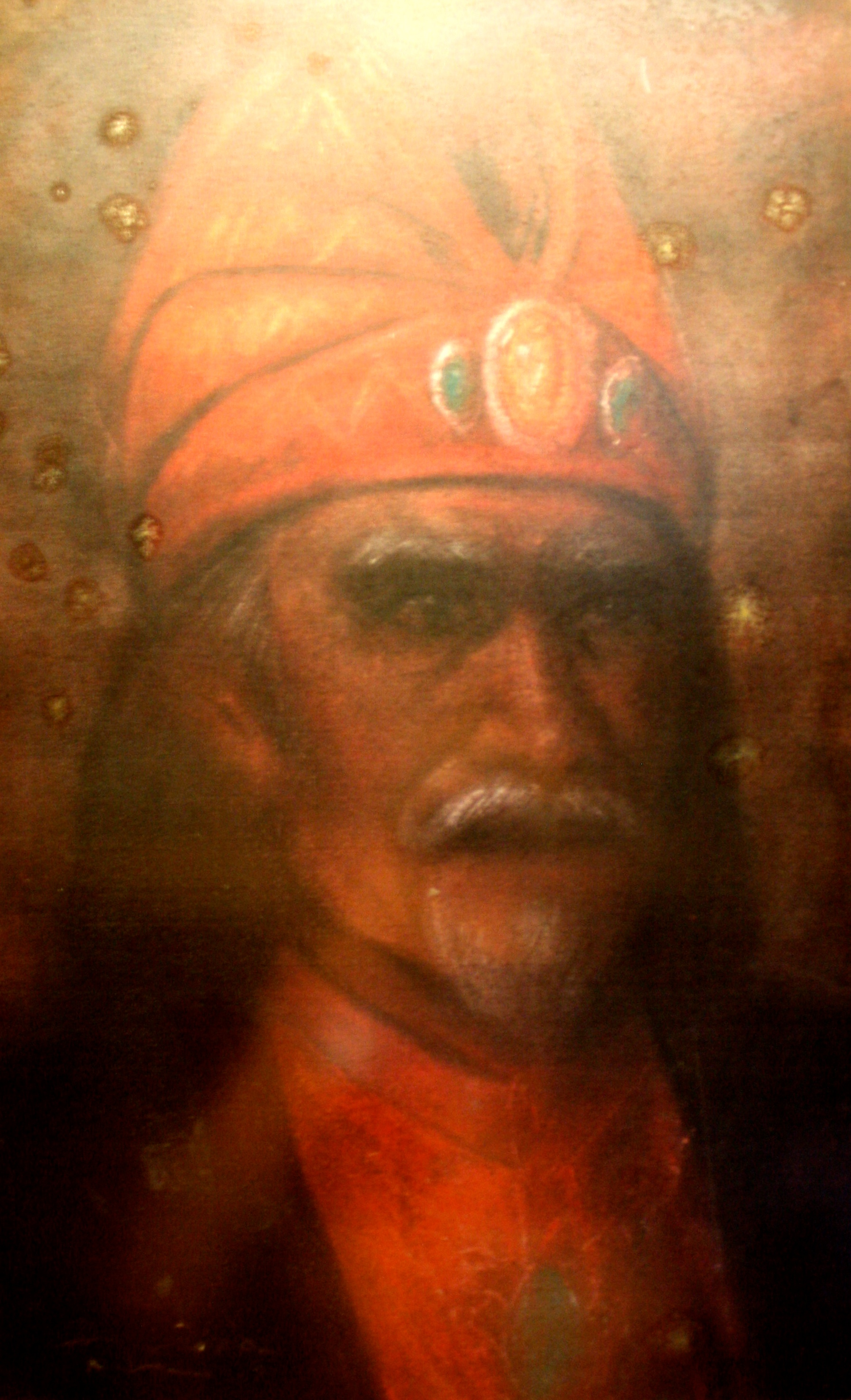
نگاره‌ای از چهرهٔ «تون پراک» وزیر اعظم بنداهارا

تون پراک، وزیر اعظم بنداهارا سلطانیه ملاکا در شبه جزیره مالایا در جنوب شرق آسیا بود. 
او از ۱۴۵۶ تا ۱۴۹۸ تحت چهار سلطان مختلف کار کرد. 
او در سال‌های اولیه زندگی از سربازان ملاکا بود. در ۱۴۴۵ بر صدر ارتش ملاکا بود که مهاجمان سیامی را شکست دادند. در نتیجه در ۱۴۵۶ به مقام بنداهارایی رسید. 
او در ۱۴۹۸ درگذشت و تون ماهاتیر جایش را گرفت.